# Kruikezeiker
Kruikezeikers is de bijnaam die inwoners van Tilburg van oudsher kregen van inwoners uit omliggende plaatsen. Tijdens carnaval noemen de Tilburgers zichzelf ook Kruikezeikers of Kruiken, en de stad wordt Kruikenstad genoemd.
In vroeger tijden kende Tilburg veel textielfabrieken. Tilburg werd ook wel "de wolstad" genoemd. De inwoners spaarden urine in kruiken. Deze werd opgekocht om later gebruikt te worden om de wol te wassen.

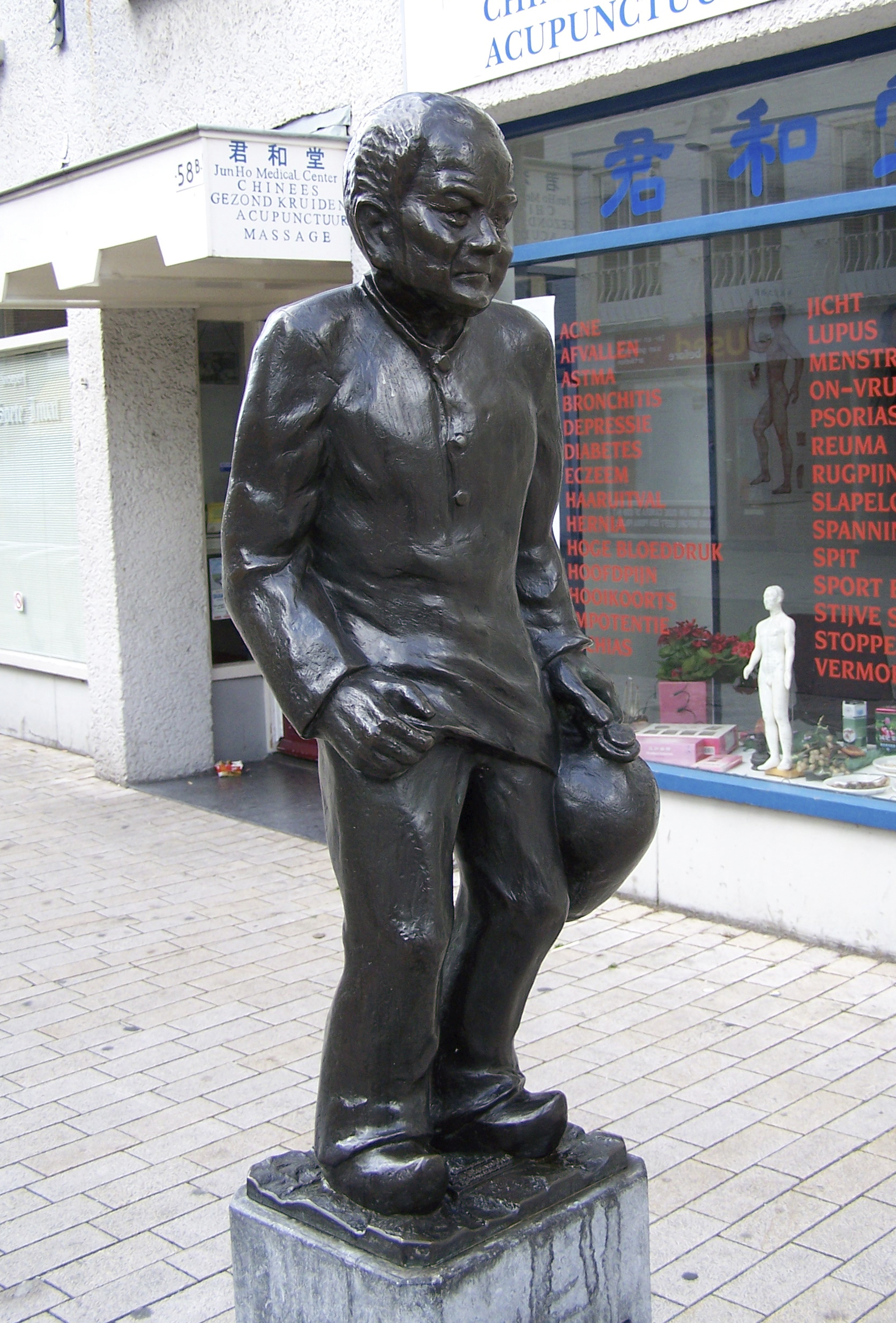
Kruikezeiker, door Henk Smulders, Nieuwlandstraat, Tilburg

Als herinnering aan dit gebruik staat in de Nieuwlandstraat het beeld "De Kruikezeiker". Burgemeester Ruud Vreeman maakte zich kort na zijn benoeming impopulair bij veel Tilburgers toen hij denigrerende opmerkingen maakte over de kruikezeiker als symbool van Tilburg.

## Oorsprong
De oorsprong achter het verhaal van de "kruikezeiker" is onzeker. Het staat vast dat in de 17e eeuw al urine gebruikt werd om wol te wassen. Het kon hiermee ontvet worden door de hoeveelheid ammoniak, maar of Tilburgse arbeiders hun urine verzamelden in kruiken en verkochten blijft een mysterie.
Urine bestaat voor 93,3 procent uit water en voor 6,7 procent uit vaste stoffen. Ongeveer een derde van de vaste bestanddelen is de stof ureum, en door die stof komt na een chemisch proces ammoniak in de urine. Door de geschoren wol met urine te wassen werd de wol gereinigd. Men vulde een bad met een derde urine en twee derde water, en liet dit een nacht staan. Het mengsel werd verwarmd tot vijftig graden Celsius, en dan werd de wol daarin gewassen. Vervolgens moest de wol uitgespoeld worden in schoon water. Dat gebeurde in het riviertje De Ley, maar ook in ‘spoelen’ (met water gevulde kuilen) in de stad. Zulke spoelen bevonden zich bijvoorbeeld waar nu het Wilhelminapark, het Hasseltplein en het Transvaalplein liggen. 
Urine werd ook gebruikt bij het verven van de wol (of ‘het laken’ zoals men in die tijd zei). Niet voor elke kleur was urine nodig, maar bijvoorbeeld wel om met wede (Isatis tinctoria) een blauwe kleurstof te maken, die onder meer gebruikt werd om boerenkielen te maken. Het verven en koken van de stof leverde in de ververijen veel afvalwater op, dat via sloten werd afgevoerd, vandaar het woord ‘blauwsloot’. Er zijn verfrecepten met gebruik van urine bewaard gebleven en we weten ook dat op een zeker moment een emmer urine een halve stuiver kostte. De oudste bron, een akte over het gebruik van ‘warm stinckende pis of zeep’, dateert van 11 oktober 1689.